# Știuca
Știuca es una comuna ubicada en el distrito de Timiș, Rumania.

## Superficie
Posee una superficie de 103,6 kilómetros cuadrados.

## Demografía
Hasta 2021 la población era de 2160 habitantes, con una densidad de población de 20,86 habitantes por kilómetro cuadrado.